# T-Systems CIS
T-Systems RUS — российское подразделение немецкой компании Deutsche Telekom.

## О компании
T-Systems является подразделением корпорации Deutsche Telekom по направлению информационно-коммуникационных технологий. Компания T-Systems работает в разных отраслях, например, в финансовом секторе и СМИ.
Оборот компании T-Systems в 2018 году составил около 75.7 млрд евро. В России компания T-Systems работает с 1995 года. 

## Проекты
По данным с сайта компании в российском центре разработки ПО на 2019 год примерно 130 проектов для BMW,  Bosch и других компаний.
T-Systems также специализируется на внедрении систем управления (SAP ERP).